# Rotajny (Bartoszyce)
Rotajny (deutsch Rothenen) war ein Ort in der polnischen Woiwodschaft Ermland-Masuren. Seine Ortsstelle gehört zum Gebiet der Gmina Bartoszyce (Landgemeinde Bartenstein) im Powiat Bartoszycki (Kreis Bartenstein (Ostpr.)).

## Geographische Lage
Die Ortsstelle Rotajnys liegt im äußersten Nordwesten der Gmina Bartoszyce im Norden der Woiwodschaft Ermland-Masuren unmittelbar im Grenzgebiet Polens zur russischen Oblast Kaliningrad (Gebiet Königsberg (Preußen)). Die ehemalige und jetzt auf russischem Hoheitsgebiet gelegene Kreisstadt Preußisch Eylau (russisch Bagrationowsk) liegt nur zwei Kilometer nördlich, bis zur heutigen Kreismetropole Bartoszyce (deutsch Bartenstein) sind es 16 Kilometer in südöstlicher Richtung.

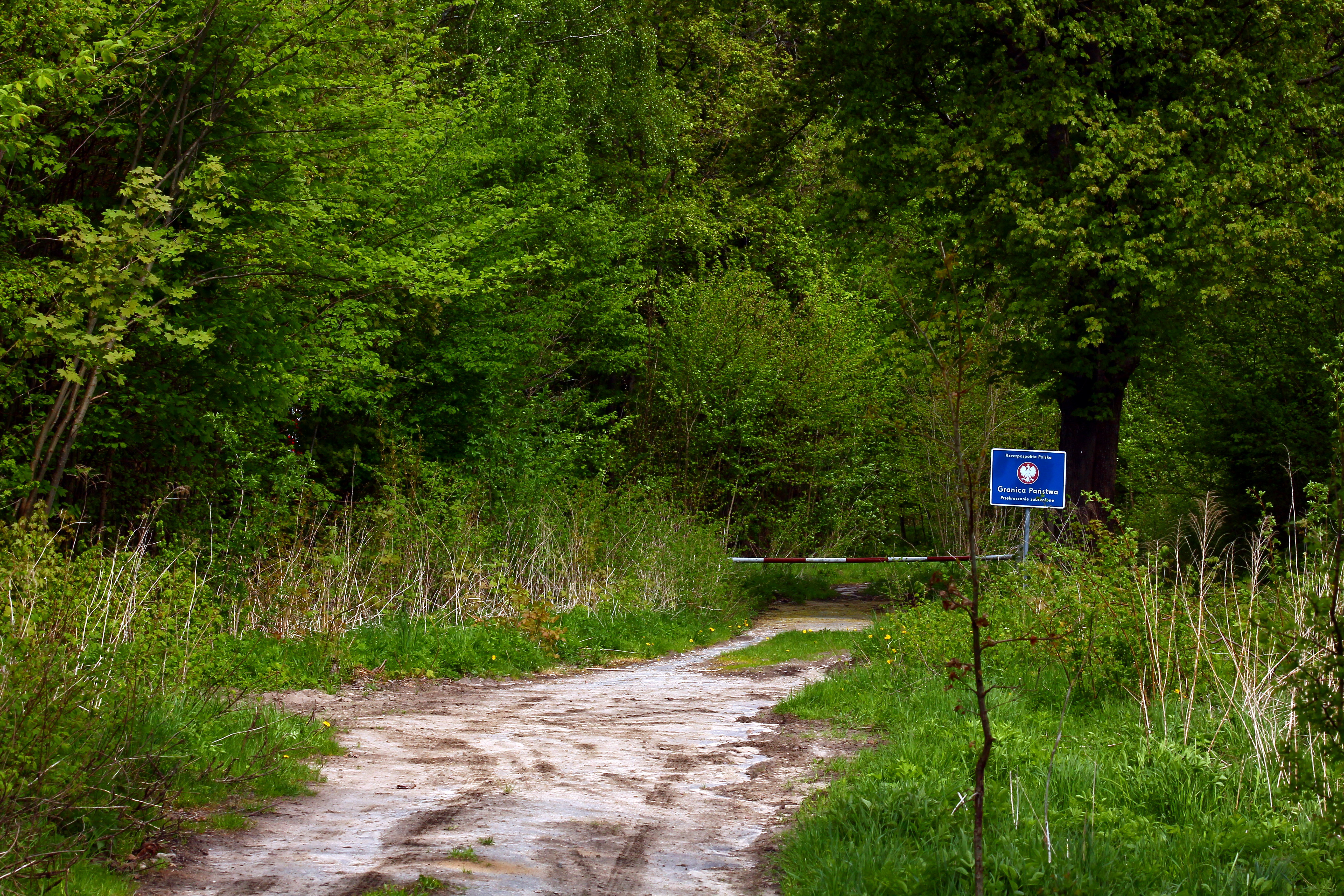
Im polnisch-russischem Grenzgebiet Bezledy/Bagrationowsk

## Geschichte
Der kleine und aus einem Gut mit ein paar Höfen bestehende Ort Rittigeyn wurde 1414 erstmals erwähnt. Nach 1414 wurde der Ort  Rotteinen, nach 1595 Rottehnen, nach 1762 Rotehnen und erst nach 1774 Rothenen genannt.
Als 1874 der Amtsbezirk Perscheln (polnisch Piersele) im ostpreußischen Kreis Preußisch Eylau gebildet wurde, war Rothenen von Anfang an und dann auch bis zum Ende 1945 eingegliedert.
1910 waren in Gutsbezirk Rothenen 89 Einwohner registriert. Ihre Zahl stieg bis 1933 auf 169 und belief sich 1939 auf 171.
Die 1945 in Kriegsfolge vollzogene Teilung Ostpreußens zwischen Polen und der Sowjetunion ließ Rothenen direkt im Grenzgebiet und auf polnischer Seite liegen. Das Dorf erhielt die polnische Namensform „Rotajny“, wurde aber aufgrund seiner Grenzlage wohl nicht mehr besiedelt. Jedenfalls verliert sich schon in den ersten 1950er Jahren seine Spur. Offiziell wird der Ort nicht mehr genannt. Seine nicht mehr wahrnehmbare Ortsstelle gehört zur Landgemeinde Bartoszyce (Bartenstein) im Powiat Bartoszycki (Kreis Bartenstein).

## Kirche
Bis 1945 war Rothenen kirchlich nach Preußisch Eylau (russisch Bagrationowsk) ausgerichtet: zur dortigen evangelischen Pfarrkirche in der Kirchenprovinz Ostpreußen der Kirche der Altpreußischen Union sowie zur römisch-katholischen Kirche der Kreisstadt im damaligen Bistum Ermland.